# Astragalus leontinus
Astragalus leontinus är en ärtväxtart som beskrevs av Franz Xaver von Wulfen. Astragalus leontinus ingår i släktet vedlar, och familjen ärtväxter. Inga underarter finns listade i Catalogue of Life.

## Bildgalleri

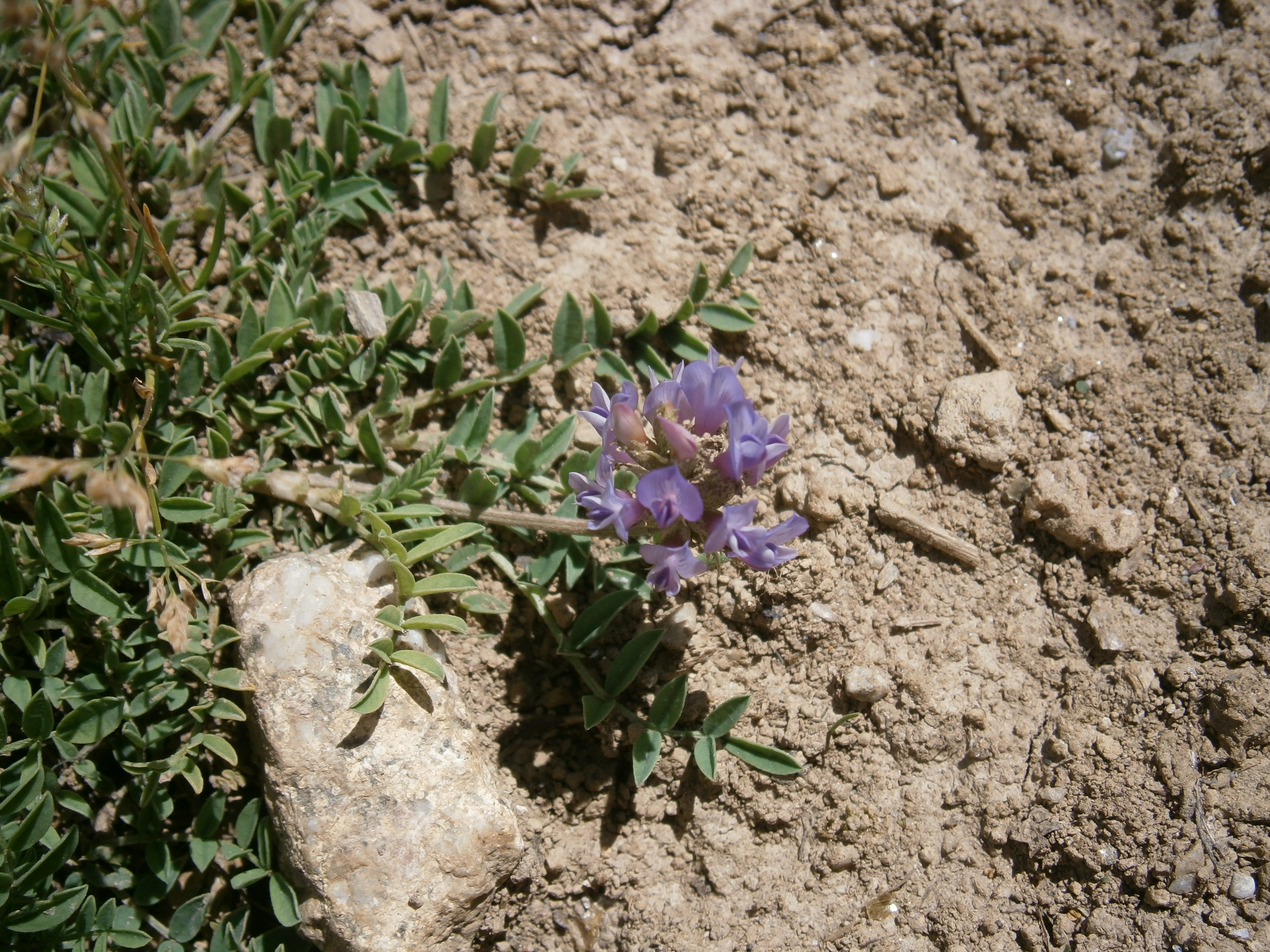